# Brown & Hawkins Store
Brown & Hawkins Store (сокр. Brown & Hawkins) — универсальный магазин, расположенный в Сьюарде, штат Аляска, США. Он был основан в 1904 году для обеспечения товарами жителей города и строителей Аляскинской центральной железной дороги. Магазин являлся самым старым непрерывно действующим бизнесом в Сьюарде. В 1988 году здание было внесено в Национальный реестр исторических мест США. В 2013 году после ухода хозяев из бизнеса магазин не был никем выкуплен и вскоре был закрыт.
Brown & Hawkins являлся коммерческим предприятием, принадлежавшим партнёрам — Чарльзу Е. Брауну из Монреаля, Квебек, Канада и Т. У. Хокинсу из Роанока, Вирджиния, США. Они познакомились в Номе во время Золотой лихорадки на Аляске. Свой первый совместный бизнес они начали в 1900 году в Валдизе, однако в 1903 году переехали в Сьюард.
Первоначально магазин располагался в одноэтажном здании размерами 4 м × 7 м и в течение последующих четырёх лет расширился.
В 2009 году Brown & Hawkins по-прежнему принадлежал семье Хокинс, что сделало его старейшим магазином на Аляске, который не менял своего владельца.